# Marcel Migozzi
Marcel Migozzi est un poète français né le 6 mars 1936 à Toulon dans une famille ouvrière d'origine corse et mort le 17 juillet 2024 au Luc.
Il publie ses premiers textes dans la revue Action poétique, au comité de rédaction de laquelle il participe de 1965 à 1968 et collabore à divers ouvrages collectifs et revues. 
Il a été membre du comité éditorial de la revue Sud de 1994 à 1998. 

## Publications
- Le Fonds des jours, Action poétique, 1963
- Poèmes domestiques, P.J. Oswald, 1969
- Jusqu'à la terre, Guy Chambelland, 1976
- De chair et d'os, SGDP, 1979
- Où nous avons posé nos pieds, Offset, 1985
- Juillet, voyages, Sud, 1985 (prix Jean-Malrieu)
- Dans l'énumération des restes, Telo Martius, 1988
- Je t'aime, Telo Martius, 1990
- Tout est dans perdre, Telo Martius, 1990
- Griserie de l'austérité, Sud, 1990
- Énumérer reste aux vivants, Tetras Lyre, 1992
- Visages (l'art et la manière), 1994
- Une fois encore, ensemble, Autres temps, 1994
- On aura vécu, Telo Martius, 1995 (prix Antonin-Artaud)
- Nuits et jours, Phi, 1995
- La Montagne vive suivi de Bergeries, La Bartavelle
- A l'école de garçons de Rivière - Neuve, Encres vives, 1996
- D'autres étés, plus au sud, L'Harmattan, 1996
- Ensemble d'être, Hiems, 1997
- Protège- cœur, Clapàs, 1997
- À grands pas, Telo Martius, 1997
- Et le rouge comme une impasse, peintures de Catherine Fiault, Tipaza, 1997
- Quatrains de convalescence, La lettre sous le bruit, 1998
- Vrraaoummm, Collection week-end, 1998
- Ce bleu sans ancienneté, Encres Vives, 1999
- Ce parfum d'étendue, Encres Vives, 1999
- Avec les enfants, Clapàs, 1999
- Toit de bruyère et feu tourbé, Encres vives, 1999
- Quelque chose, la ville, La Porte, 1999
- Sans agir, la couleur douterait, OCCE, 1999
- L'Invisible Donation, Telo Martius, 2000
- Des heures jardinières, Autres temps, 2000
- Où s'enroche la nudité, abbaye de Thoronet, La Porte, 2000
- Qu'est-ce qu'on imagine, écrire ?, Autres temps, 2000
- Un rien de terre, L'Amourier, 2000
- La Nappe au lit, Alain Benoit, 2000
- Accueil, nocturne, Impertinente, 2000
- Histoirette naturelle, Lo Païs d'enfance, 2001
- Dans l'abîme de j'aime, sérigraphies de Gérard Eppelé, Tipaza, 2001
- Jardin d'enfants, Pluie d'étoiles, 2001
- Retour d'âge, Tarabuste, 2001
- La Mort en sucre, Encres Vives, 2002
- Enflammé d'éphémère, Alain Benoit, 2002
- Un monde dévoré d'ailleurs, Encres vives, 2003
- Les Passeurs de mémoire, REP, 2005
- L'Espoir, REP, 2004
- Dans le jardin sans porte, Telo Matrius, 2004
- Qu'orage et paille, Nan' Nigi, 2004
- Des traces dispersées, L'Harmattan, 2006
- Quels âges as-tu ?, Encres Vives, 2006
- À qui le corps ?, Tarabuste, 2007 (Prix des Charmettes Jean-Jacques Rousseau)
- Vers les fermes, ça fume encore, Potentille, 2009
- Cité aux entrailles sans fruits, Gros Textes, 2009
- Et si nous revenions sans vieillir ?, Encres Vives, 2009
- Éclats d'enfance toulonnaise (1936-1952), dessins de Serge Plagnol, Géhess, 2010
- Derniers témoins, Tarabuste, 2012
- De bogue et de roc, (bilingue avec traduction en corse par Stefanu Cesari), Ed. Colonna, 2013
- Faute d'éternité, écrire, Estuaires, 2013
- Pommeraie Paradis, peintures de Catherine Monmarson, Tipaza, 2014
- Ruralités, Editions Alcyone, 2016
- Des jours, en s'allant, Editions Petra, 2016
- Célébrer vivre, co-écrit avec René Welter, Estuaires, 2018
- Quelques parts de voyages, dessins d’Agnès Mader, Gros texte, 2018
- Je me souviens doit être dit comme je t'aime, ed. Henry, 2019
- Rouge convalescent, Tarabuste, 2019
- Ecaillures des jours, Villa-Cisnéros, 2019
- Il restera des étincelles, peintures de Serge Plagnol, Tipaza, 2021
- Lumière plus vive que veuve, Éditions Estuaire, 2021
- Ecaillures des jours 2, Villa-Cisnéros, 2022

## Distinctions
- Prix Jean Malrieu 1985
- Prix Antonin-Artaud 1995
- Prix des Charmettes/Jean-Jacques Rousseau 2007

## Exposition-hommage
- Autour des mots et des poèmes de Marcel Migozzi - Œuvres de Henri Baviera, Alain Boullet, Gérard Eppelé, Patrick Lanneau, Bernard Pagès, Serge Plagnol et Solange Triger, Maison des arts de Carcès, mai-juin 2012[2].

## Postérité
- La médiathèque du Cannet-des-Maures porte son nom